# Strada europea E96
La strada europea E96 è una strada europea che va da Smirne (collegata alla strada europea E881) a Sivrihisar, in Turchia, collegata alla strada europea E90. É una strada di riferimento di Classe A Ovest-Est nella rete stradale europea.

## Storia
La strada era precedentemente conosciuta come E23. A metà degli anni '80 è stata aggiunta al nuovo sistema di numerazione stradale come E96. Nel 2000 il percorso è stato rimosso dal sistema di numerazione stradale. Su sollecitazione del governo turco nel 2005, alla strada è stata nuovamente assegnata al numero E96.

## Itinerario
Turchia
- : Smirne (E87 E881 ) - Kemalpaşa
- D300: Kemalpaşa - Turgutlu - Salihli - Uşak - Afyonkarahisar - Emirdag - Sivrihisar (E90)